# Kupiuka adisi
Kupiuka adisi – gatunek pająka z rodziny skakunowatych i podrodziny Heliophaninae.

## Taksonomia
Gatunek ten opisany został po raz pierwszy w 2010 roku przez Gustava R.S. Ruiza na łamach „Zootaxa”. Jako lokalizację typową wskazano Rio Tarumã-Mirim w gminie Manaus w brazylijskim stanie Amazonas. Epitet gatunkowy nadano na cześć J. Adisa, który odłowił materiał typowy.

## Morfologia
Holotypowy samiec ma ciało długości 2,75 mm przy karapaksie długości 1,27 mm, szerokości 0,75 mm i wysokości 0,45 mm. Karapaks jest ciemnobrązowy z wąskim paskiem białych łusek na brzegach. Nadustek porastają białe łuski. Barwa szczękoczułków, zaokrąglonych szczęk, wargi dolnej i sternum jest ciemnobrązowa. Nogogłaszczki są  ciemnobrązowe. Odnóża są żółte z ciemnobrązowymi bokami ud, rzepek dwóch początkowych par oraz bokami goleni i nadstopii pary trzeciej i czwartej, a także czarnymi udami pary trzeciej i czwartej. Kolejność ich par od najdłuższej do najkrótszej to IV, I, III, II. Wierzch opistosomy (odwłoka) jest ciemnobrązowy z dwoma jasnymi paskami poprzecznymi – przednim i środkowym, spód zaś kremowy. Kądziołki przędne samca są żółto ubarwione.
Nogogłaszczki samca mają grubą apofizę retrolateralną goleni o gwałtownie dobrzbietowo zakrzywionym wierzchołku, wystającą część tylną tegulum oraz zakrzywiony daleko od tegulum embolus.

## Rozprzestrzenienie
Gatunek neotropikalny, południowoamerykański, endemiczny dla stanu Amazonas w Brazylii.